# Мазелхајм
Мазелхајм (њем. Maselheim) општина је у њемачкој савезној држави Баден-Виртемберг. Једно је од 45 општинских средишта округа Биберах. Према процјени из 2010. у општини је живјело 4.467 становника. Посједује регионалну шифру (AGS) 8426071.

## Географски и демографски подаци
Мазелхајм се налази у савезној држави Баден-Виртемберг у округу Биберах. Општина се налази на надморској висини од 544 метра. Површина општине износи 47,0 km². У самом мјесту је, према процјени из 2010. године, живјело 4.467 становника. Просјечна густина становништва износи 95 становника/km².